# Bilderberg-Konferenz

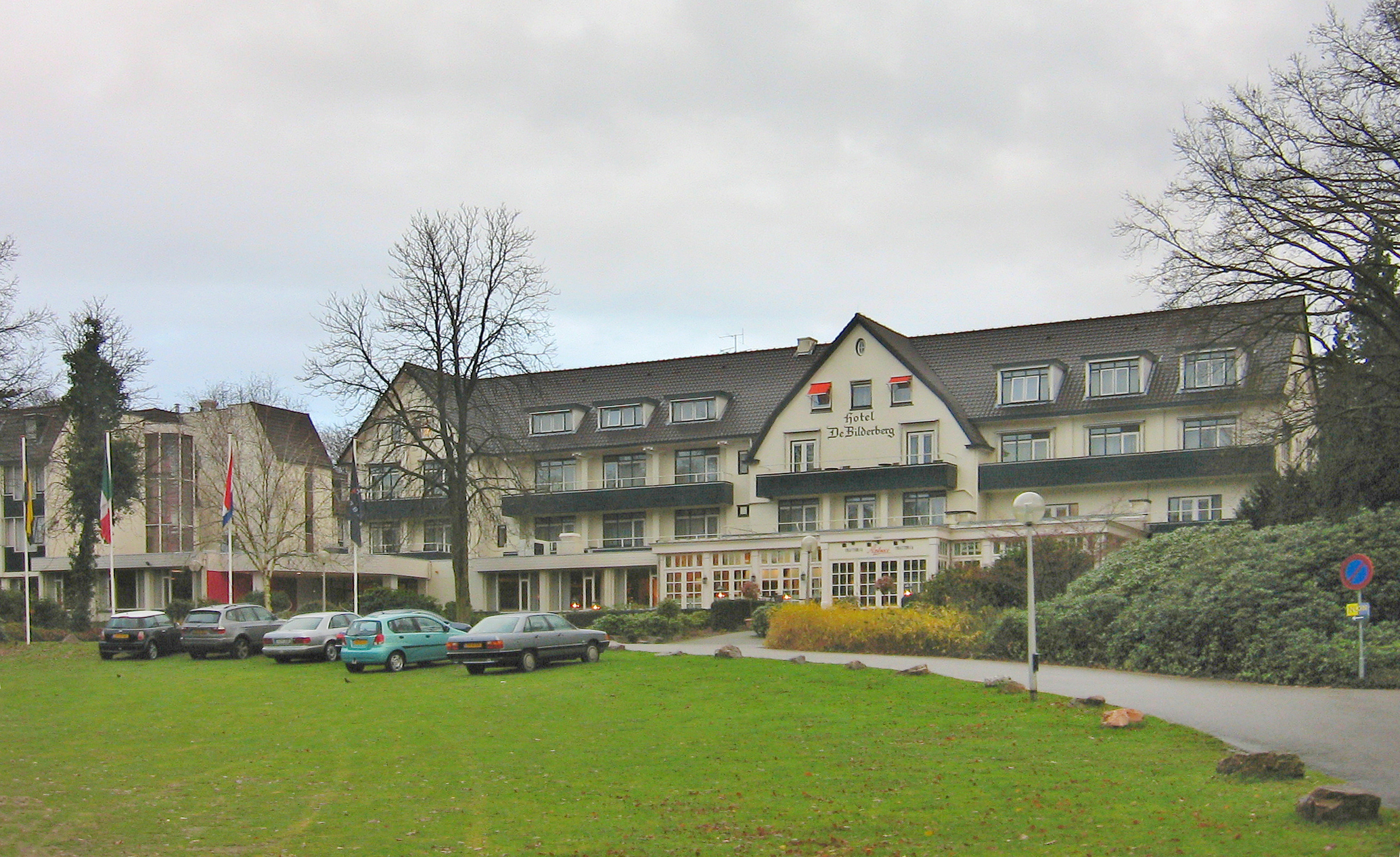
Das Hotel de Bilderberg in Oosterbeek

Heft zur ersten Bilderberg-Konferenz 1954

Die Bilderberg-Konferenzen sind informelle Treffen von einflussreichen Personen aus Wirtschaft, Politik, Militär, Medien, Hochschulen, Hochadel und Geheimdiensten, bei denen Gedanken über aktuelle politische, wirtschaftliche und gesellschaftliche Themen ausgetauscht werden.
Bei der Bilderberg-Gruppe (international auch als Bilderberg-Club oder als Bilderberger bekannt) handelt es sich um keine formelle Organisation. Es existieren, soweit bekannt, weder ein Status der Mitgliedschaft noch ein Gründungsvertrag. Die Tagesordnungspunkte sowie die Teilnehmerlisten werden erst nach einem Treffen den internationalen Presseagenturen zugänglich gemacht. Eventuelle Einigungen werden nicht veröffentlicht. Es gilt wie beim ähnlich global ausgerichteten und diskret operierenden Council on Foreign Relations die Chatham House Rule: Es kann in allgemeinen Begriffen berichtet, aber niemals mit Namen zitiert werden.
Zum ersten Mal wurde die Konferenz im Mai 1954 auf Einladung von Prinz Bernhard der Niederlande in dem damals ihm gehörenden Hotel de Bilderberg in Oosterbeek in den Niederlanden veranstaltet; der Name Bilderberg wurde vom ersten Tagungsort übernommen. Dieses erste Treffen hochgestellter Persönlichkeiten erwuchs aus der Befürchtung, dass Westeuropa und Nordamerika möglicherweise nicht so eng zusammenarbeiteten, wie es die ernsten Probleme, mit denen sich die Staaten zu diesem Zeitpunkt konfrontiert sahen, erforderlich zu machen schienen. Die meisten Teilnehmer kommen seit jeher aus NATO-Staaten; seit 1989 nehmen zunehmend Personen aus anderen Ländern an den Konferenzen teil. 
Um die „Bilderberger“ ranken sich verschiedene Verschwörungstheorien.

## Entstehungsgeschichte
Der Impuls zur Gründung der Bilderberg-Konferenz ging von Józef Retinger aus. Bereits während des Zweiten Weltkrieges hatte Retinger als Berater der polnischen Exilregierung in London Tagungen zwischen Vertretern von Exilregierungen und Außenministern europäischer Staaten organisiert. In diesen Konferenzen, die zwischen Oktober 1942 und August 1944 stattfanden, wurde das Nachkriegs-Zollabkommen zwischen den Benelux-Staaten geboren.
Nach dem Krieg legte Retinger während einer Konferenz im Chatham House seine Position hinsichtlich einer europäischen Einigung dar: “The end of the period during which the white man spread his activities over the whole globe saw the Continent itself undergoing a process of internal disruption.” (dt.: „Am Ende der Phase, während welcher der weiße Mann seine Aktivitäten über den ganzen Erdball verteilte, machte der Kontinent selbst einen Prozess der inneren Zerrüttung durch.“)
Zu diesem Zeitpunkt war Retinger Generalsekretär der unter der Leitung des belgischen Premierministers Paul van Zeeland stehenden Economic League for European Cooperation (ELEC), aus der später die Europäische Bewegung hervorging. Bald nach seiner Londoner Rede machte er die Bekanntschaft von W. Averell Harriman, dem amerikanischen Botschafter in Großbritannien, der ihm einen USA-Aufenthalt arrangierte, bei dem Retinger für die Unterstützung der dortigen Regierung für die ELEC werben wollte. Unter anderem nahm Retinger in den USA Kontakt mit Adolf Berle Jr. und John Foster Dulles auf.
In der Folge erhielt die Europäische Bewegung sowohl von Seiten der US-Regierung/CIA als auch aus privaten Quellen über das American Committee for a United Europe (ACUE) und andere Institutionen beträchtliche finanzielle Zuwendungen. 1952 legte Retinger sein Amt als Generalsekretär der Europäischen Bewegung nieder und begann verstärkt inoffizielle und vertrauliche Zusammenkünfte zwischen europäischen und US-Politikern und Wirtschaftsführern zu fördern. Besonders sollten diese Gespräche die aufkeimenden Spannungen zwischen den europäischen Staaten und den USA beseitigen.
Er konsultierte den ehemaligen belgischen Premierminister Paul van Zeeland, der zu diesem Zeitpunkt Präsident der OEEC war, sowie Paul Rykens, den damaligen Vorsitzenden der Unilever und vormaligen Berater der in London exilierten niederländischen Regierung, und entwarf mit ihnen Pläne für eine wiederkehrende Konferenz. Als Vorsitzenden und Symbolfigur für diesen transatlantischen Dialog gewann Retinger Prinz Bernhard der Niederlande.
Die Idee für die neue Gesprächsplattform war es, jeweils zwei Personen aus den bedeutenderen europäischen Staaten zu finden, um so den konservativen und liberalen Blickwinkel offenzulegen. Durch Bernhards Stellung und Retingers Verbindungen waren in kurzer Zeit zehn Personen gefunden:
- Max Brauer (Erster Bürgermeister Hamburg, Deutschland)
- Hugh Gaitskell (Parlamentsmitglied, Vereinigtes Königreich)
- Alcide De Gasperi (Premierminister, Italien)
- Colin Gubbins (Generalmajor, Vereinigtes Königreich)
- Ole Bjørn Kraft (Außenminister, Dänemark)
- Guy Mollet (Parlamentsmitglied, Frankreich)
- Rudolf Mueller (Präsident der Wirtschaftspolitischen Gesellschaft (WiPoG)/Rechtsanwalt, Deutschland)
- Antoine Pinay (Premierminister, Frankreich)
- Panagiotis Pipinelis (früherer Außenminister, Griechenland)
- Pietro Quaroni (Botschafter Italiens in Frankreich)

Worin die Vorbehalte der europäischen Staaten gegenüber den USA bestanden, wurde auf der ersten Konferenz der europäischen Kerngruppe am 25. September 1952 erörtert. Eine Zusammenfassung gelangte auf vertraulichem Weg in die Vereinigten Staaten, wo jedoch die Präsidentschaftswahlen in vollem Gange waren. Da für die Belange Prinz Bernhards in dieser Situation kein Raum war, erschien ein erneuter Versuch nach den Wahlen 1952 sinnvoll. Aber die Idee wurde ein weiteres Mal zurückgewiesen, ehe sich Bernhard an Walter Bedell Smith wandte. Der CIA-Direktor informierte C. D. Jackson, den Sonderberater des wiedergewählten US-Präsidenten, über die Angelegenheit.
In Zusammenarbeit mit John S. Coleman und dem Committee for a National Trade Policy wurde ein Antwortschreiben formuliert. Weitere Personen wurden einbezogen, so Joseph E. Johnson (Carnegie Endowment for International Peace), Dean Rusk (Direktor der Rockefeller-Stiftung) sowie David Rockefeller und Jack Heinz. Dennoch dauerte es noch bis 1954, ehe alle organisatorischen Fragen geregelt werden konnten.
Max Brauer und Rudolf Mueller übernahmen die Aufgabe, für Deutschland sieben Personen für die Teilnahme an der „vertraulichen Tagung“ zu benennen. Anfang Mai 1954 wurden die personellen Fragen gelöst. Am Nachmittag des 28. Mai trafen sich die Mitglieder der Gruppe im niederländischen Palais Soestdijk zu letzten abschließenden Besprechungen.
Am folgenden Morgen um 10 Uhr wurde die erste Konferenz im Hotel de Bilderberg von Prinz Bernhard eröffnet. Auf der Tagungsordnung des Treffens wurden die Standpunkte gegenüber „dem Kommunismus und der Sowjetunion“, „den Kolonien und ihren Bevölkerungen“, „den Wirtschaftspolitiken und ihren Problemen“ sowie „die europäische Integration und die Europäische Verteidigungsgemeinschaft“ thematisiert. Es ging dabei nicht um eine „Lösung“ der Fragen, sondern um einen Austausch der jeweiligen Standpunkte. Obgleich die Themen für die Tagung vorgegeben waren, kamen die Europäer während der Konferenz doch immer wieder auf die anti-kommunistische Kampagne von Senator Joseph McCarthy zu sprechen. Einige sahen in seinem Eifer die Gefahr, dass die USA sich zu einer Diktatur entwickle, was von den US-Vertretern aber zurückgewiesen wurde.
„Offensichtlich“, so Retinger, müssen die Teilnehmer an den jährlich stattfindenden Bilderberg-Konferenzen „einflussreich und allgemein respektiert sein sowie über Spezialwissen oder reichlich Erfahrung“ verfügen, um durch ihre „persönlichen Kontakte und ihren Einfluss in nationalen wie internationalen Kreisen den von Bilderberg gesetzten Zielen“ genügen zu können. Die Teilnehmer sollten von großer Offenheit sein, keine offensichtlich nationalen Überzeugungen vertreten und nicht mit Vorurteilen belastet sein sowie die westlichen kulturellen und ethischen Werte teilen, um so dem Ziel, so viele Personen wie möglich aus den verschiedensten Kreisen zu erreichen, entsprechen zu können. Die Organisatoren achten darauf, parteipolitisches Gleichgewicht zu halten, denn „es kann nicht schaden, wenn Kontroversen auch im Rahmen […] [dieser] Konferenz polar ausgetragen werden“. Für die jeweilige Zusammensetzung jedes Treffens werde ein Gleichgewicht angestrebt, das so gut wie möglich die vorherrschende Meinung des jeweiligen Landes zu den vorgegebenen Themen widerspiegele.
Das ehemalige Mitglied des Steering Committees, George C. McGhee, sagte dem Biographen von Prinz Bernhard über die Kompetenzen der Teilnehmer der Bilderberg-Konferenzen: „Ich glaube, sie können sagen, dass die Römischen Verträge, die den Gemeinsamen Markt einleiteten, auf diesen Tagungen geboren wurden.“
Prinz Bernhard der Niederlande führte bis zur Aufdeckung seiner Verwicklung in den Lockheed-Bestechungsskandal den Vorsitz. Wie alle Bilderberg-Aktivitäten wurde auch Bernhards Verstrickung äußerst diskret gehandhabt, so dass das für den 22. bis 25. April 1976 angesetzte Treffen in Hot Springs, Virginia, abgesagt wurde, um der öffentlichen Aufmerksamkeit wegen seiner langjährigen Funktion zu entgehen. Prinz Bernhard legte schließlich im August desselben Jahres sein Amt nieder. Im April 1977 wurden dann die informellen Konferenzen unter dem Vorsitz von Alec Douglas-Home wieder aufgenommen sowie unter mehrfach geändertem Vorsitz bis zum heutigen Tag fortgeführt.

## Organisation

### Ablauf
Bilderberg-Konferenzen dauern in der Regel drei Tage. Es werden vor allem Fragen der Weltwirtschaft und der internationalen Beziehungen besprochen. Die Gespräche münden nicht in einer Abschlusserklärung und werden auch nicht im Wortlaut veröffentlicht.
Nach jeder Konferenz bekommt jeder Teilnehmer sowie alle, die früher an einer Bilderberg-Konferenz teilgenommen haben, ein Protokoll des Treffens zugesandt. Diese Protokolle sind keine Wortprotokolle, sondern nur Zusammenfassungen der Besprechungen, in denen Aussagen niemals einem bestimmten Teilnehmer, sondern immer nur dessen Herkunftsland zugeordnet werden. Seit 1963 erhalten die Teilnehmer zusätzlich eine erläuternde Schrift, um das Bild einer solchen Konferenz zu vervollständigen. Diese Papiere sind besonders vertraulich zu behandeln. Die Bilderberg-Treffen finden üblicherweise in hochklassigen Hotels statt.
Willy Claes, ehemaliger NATO-Generalsekretär und zweimaliger Teilnehmer an der Bilderberg-Konferenz, bestätigte dieses Prozedere in einem Interview auf dem belgischen Sender Radio 1 (VRT): Die Konferenzteilnehmer erhalten demnach zu einem bestimmten Thema je zehn Minuten Zeit für einen Vortrag, wobei eine spezifische Sitzung von einem Rapporteur begonnen wird, gefolgt von Beiträgen der anderen Teilnehmer. Das Bilderberg Steering Committee übermittelt die Diskussionsergebnisse in Form von Synthesen an alle Teilnehmer, die im Laufe des folgenden Jahres die in den Synthesen ausgegebenen Strategien im jeweiligen politischen, unternehmerischen oder anderen Umfeld in ihren Heimatländern implementieren sollen.

### Leitung, Organe
Die Leitung der Bilderberg-Konferenzen obliegt dem Vorsitzenden des Lenkungsausschusses. 1954 bis 1976 hatte Prinz Bernhard der Niederlande dieses Amt inne. 1976 trat seine Nachfolge der frühere britische Premierminister Alec Douglas-Home an. 1980 übergab dieser während der Aachener Bilderberg-Konferenz den Vorsitz des Lenkungsausschusses an Walter Scheel, den früheren Bundespräsidenten der Bundesrepublik Deutschland.
1985 übernahm Eric Roll, Baron Roll of Ipsden, einer der früheren Präsidenten der Warburgbank, den Vorsitz. 1989 folgte ihm Peter Carington, 6. Baron Carrington, der frühere Generalsekretär der NATO, der den Posten für zehn Jahre innehatte. Danach übernahm Étienne Davignon, ein früheres Mitglied der Europäischen Kommission, den Vorsitz. 2012 übernahm Henri de Castries, Vorstandsvorsitzender (CEO) des französischen Versicherungskonzerns AXA, den Vorsitz des Lenkungsausschusses der Bilderberg-Konferenzen.
Der Vorsitzende des Steuerungskomitees wird in seiner Arbeit durch zwei ehrenamtliche Generalsekretäre unterstützt, nämlich einen für Europa und Kanada sowie einen für die USA. Dementsprechend bestehen Sekretariate in Leiden und New York. Weiter gibt es einen ehrenamtlichen „Leiter für Finanzen“.
1956 wurde überdies ein achtköpfiger Lenkungsausschuss (Steering Committee) eingesetzt. Lenkungsausschussmitglieder können jeder Konferenz und jedem sonstigen Treffen beiwohnen. Beim Steering Committee handelt es sich nicht um einen gewählten Ausschuss. Die Mitglieder werden vom Vorsitzenden der Konferenz ernannt, und nach Rücksprache mit diesen Mitgliedern werden die Teilnehmer auf der jeweils kommenden Konferenz ausgewählt. Zwischen den jährlichen großen Bilderberg-Konferenzen finden nur zu wichtigen Anlässen weitere Zusammenkünfte des Steering Committees statt. Im Steering Committee sitzen stets zwei Mitglieder aus Deutschland, von denen einer für Finanzen, der andere für die Auswahl der Themen und der Redner verantwortlich ist. Diesen Posten hatte lange der Chefredakteur der Zeit Theo Sommer inne; ihm folgte zunächst Christoph Bertram, danach Matthias Naß, beide ebenfalls Redaktionsmitglieder der Zeit.
1959 kam schließlich ein Beratungsgremium (Advisory Group) hinzu. Wie verlautbart, trifft es sich dann, „wenn für notwendig empfunden“, in den ersten Dekaden meist im Soestdijk Palace, dem Stammsitz von Prinz Bernhard der Niederlande.

### Teilnahme
Die Teilnahme an der jährlich stattfindenden Konferenz ist abhängig von einer Einladung durch den Vorsitzenden und die beiden ehrenamtlichen Generalsekretäre, die nach Beratung und Empfehlung des Lenkungsausschusses erfolgt. Die Teilnehmer werden nach Bekanntgabe der offiziellen Organisatoren so ausgewählt, dass eine „wohlinformierte, ausgeglichene Diskussion“ über die vorgegebenen Tagesordnungspunkte sichergestellt werde. Die Geschäftssprache ist Englisch. 
Für gewöhnlich nehmen rund 130 Personen teil, wobei eine geographische und funktionelle Besonderheit erkennbar wird: Zwei Drittel stammen aus Westeuropa und ein Drittel aus Nordamerika. Etwa zwei Drittel der geladenen Teilnehmer kommen aus dem Finanzsektor, der Industrie, Hochschulen und Medien und etwa ein Drittel aus Regierungen oder politischen Institutionen.
Seit 1954 besuchten die Konferenz ca. 2.500 Personen. Sie kamen aus etwa 28 Staaten und gehörten etwa 15 internationalen Organisationen an. Seit 1972 nehmen auch Frauen an den Veranstaltungen teil.
Alle Beteiligten nehmen an den Konferenzen ausschließlich als Privatpersonen und nicht in ihrer offiziellen Position teil, obgleich ihre Stellung im öffentlichen Leben eine entscheidende Rolle bei diesen Kooptationen spielen kann.
Zum engsten Kreis der Teilnehmer gehören seit Beginn die englischen, belgischen und niederländischen Königshäuser, Bankiers sowie die politischen und militärischen Strategen des nordatlantischen Bündnisses.
Als aktivste Teilnehmer gelten Giovanni Agnelli (Fiat) und David Rockefeller (Chase Manhattan Bank), die jeweils bei ca. 20 Bilderberg-Konferenzen anwesend waren und auch der Advisory Group angehörten. Eine starke Stellung auf den Treffen genoss ferner der ehemalige US-Minister Henry Kissinger.
Zu den deutschen Teilnehmern zählt zum Beispiel Jürgen Schrempp. Aus Deutschland sind im Steering Committee seit den 1960er Jahren stets ein Vertreter der Deutschen Bank (etwa Hilmar Kopper und Josef Ackermann) sowie ein Vertreter der Wochenzeitung Die Zeit (etwa Helmut Schmidt und Christoph Bertram) anwesend.

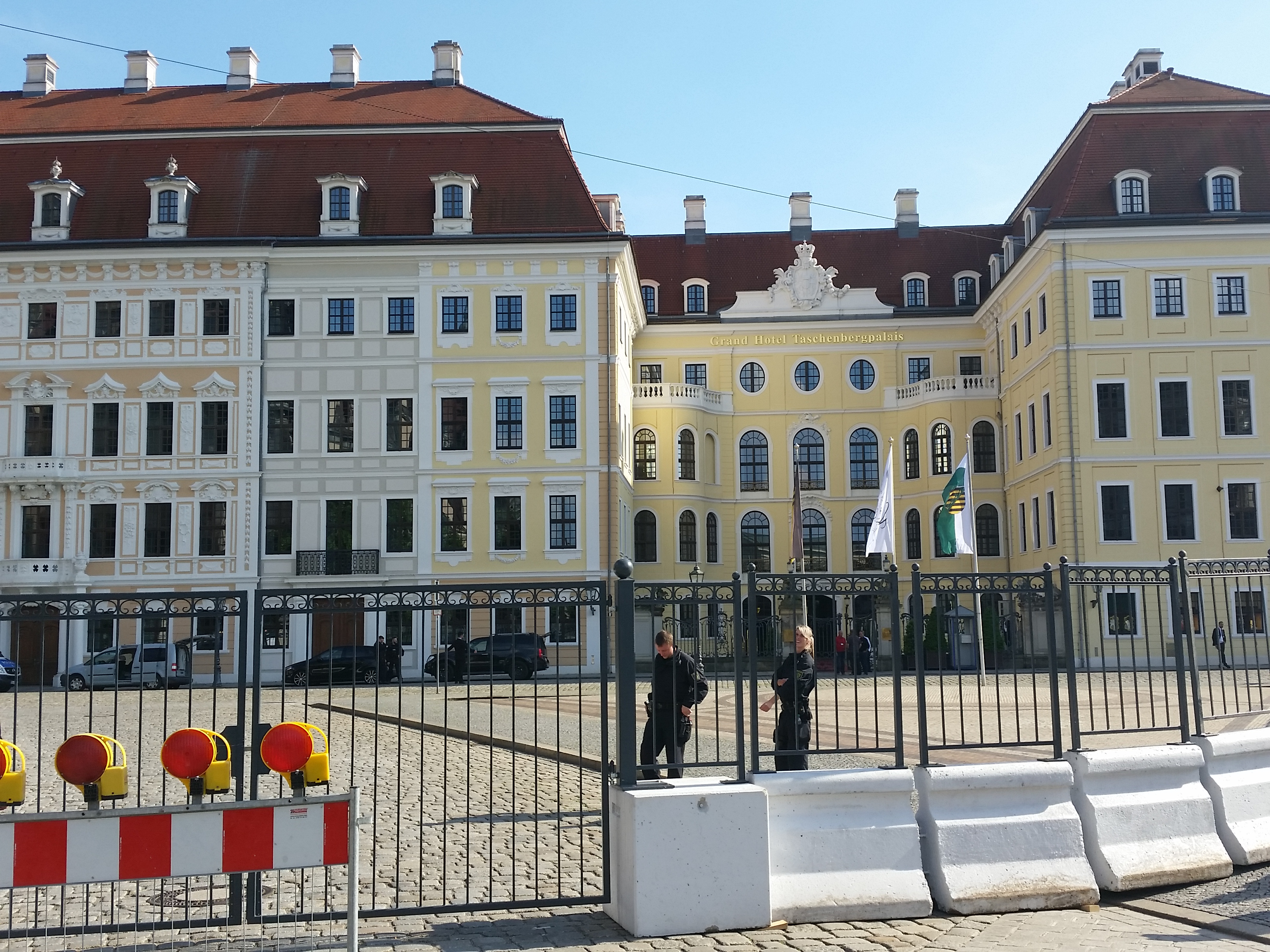
Hotel Taschenbergpalais Dresden, Veranstaltungsort 2016

### Konferenzorte und -frequenz
Die jährliche große Konferenz ist das wichtigste Ereignis, das die Bilderberg-Organisatoren veranstalten.
Bis Mitte der 1960er Jahre waren die Treffen der Bilderberg-Gruppe weltweit weitestgehend unbekannt.
Von 1954 bis 2019 fanden über 60 Konferenzen statt. Bis 1957 wurden zwei Treffen pro Jahr abgehalten, seitdem nur noch eines. 1960 wurde der Name von Bilderberg-Gruppe zu Bilderberg-Konferenz geändert. Durchschnittlich findet jede vierte Konferenz in Nordamerika statt, um den US-amerikanischen und kanadischen Teilnehmern entgegenzukommen.

### Finanzierung
Die Auslagen für das Sekretariat der Bilderberg-Konferenz werden nach eigenen Angaben der Konferenz vollständig durch private Zuwendungen gedeckt; die Finanzierung der durch die Bewirtung der einzelnen Konferenzteilnehmer entstehenden Kosten verantworten diejenigen Mitglieder des Lenkungsausschusses, die aus dem Land stammen, in dem die jeweilige Konferenz stattfindet. Wie bei der Konferenz 2011 in der Schweiz bekannt wurde, haben sich der Veranstalter und der Bund die Kosten für die umfangreichen Sicherheitsmaßnahmen geteilt. Wie hoch diese Kosten waren und wie das bei anderen Konferenzen gehandhabt wurde, ist nicht bekannt.
Die Kosten für die Anreise zur Konferenz sollen die Teilnehmer selbst tragen. 2008 wurde bekannt, dass die Reisekosten von Eckart von Klaeden (Teilnehmer der CDU) vom Deutschen Bundestag übernommen wurden. Nachdem der österreichische Bundeskanzler Werner Faymann (SPÖ) im darauffolgenden Jahr an der Konferenz teilgenommen hatte, gab es eine parlamentarische Anfrage über Details zu den Inhalten der Konferenz sowie der Motivation und Finanzierung von Faymanns Konferenz-Teilnahme. Laut den Gegnern der Konferenz und einer Zeitung werden zumindest seit 2015 die Kosten für die umfangreichen Sicherheitsmaßnahmen von der öffentlichen Hand, also den Steuerzahlern, übernommen.

## Einordnung

### Medienpräsenz in Deutschland
Der wissenschaftliche Mitarbeiter des Instituts für praktische Journalismusforschung in Leipzig Uwe Krüger, der eine Dissertation über Elite-Journalismus und dessen Netzwerke veröffentlicht hat, überschrieb 2007 einen der wenigen Berichte, die über die Bilderberger in Deutschland erschienen sind, in der Medienzeitschrift Message mit: Alpha-Journalisten embedded.
Obwohl Die Zeit bereits 1988 über die Bilderberg-Konferenz in Telfs berichtet hatte, äußerte der Münchener Mediensoziologe und Publizist Rudolf Stumberger über die Bilderberg-Konferenz 2010, er habe kein Verständnis dafür, „dass verantwortliche Redakteure etwa der Wochenzeitung Die Zeit schon über viele Jahre eng mit den Bilderbergern verflochten sind und dennoch wie alle anderen teilnehmenden Journalisten nie auch nur eine Zeile über die Konferenzen berichten“. Er nehme an, dass es hier um persönliche Eitelkeiten gehe. Seither wurden die Treffen in einzelnen Artikeln der Zeit erwähnt, so 2011.

### Auswirkungen
Aufgrund des rechtlich informellen Charakters des Treffens können keine ausführbaren Beschlüsse getroffen werden. Durch die Diskussionen soll ein Konsens über eine gemeinsame Denk- und Handlungslinie erreicht werden. Nur wenige Auswirkungen sind tatsächlich belegbar bekannt:
Die Trilaterale Kommission wurde 1973 auf Anraten Rockefellers bei einer Bilderberg-Konferenz gegründet. Die Einführung des Euro geht nach Angaben des belgischen Unternehmers und Ehrenvorsitzenden Etienne Davignon auf eine Bilderberg-Konferenz zurück. Bei der Gestaltung der Römischen Verträge zur Gründung der EWG kam nach Angaben des ehemaligen US-Botschafters in Berlin, John McGhee, den Bilderberg-Konferenzen eine „wichtige Rolle“ zu.
Der Ökonom John Kenneth Galbraith schrieb in einem 1992 erschienenen Buch, die Bilderberg-Konferenz rechtfertige kein einziges jener Geheimnisse, die um sie gemacht werden. „Niemand glaubt ernsthaft daran, von diesen Treffen könne irgendeine Wirkung ausgehen. In Wirklichkeit sind sie nur eins: Freizeitgestaltung in ihrer distinguiertesten Form“.

### Geheimhaltung
Die Tagungshotels werden für die Zeit der Bilderberg-Konferenzen üblicherweise für andere Gäste gesperrt. Am 9. Juni 2011 wurde der italienische EU-Parlamentarier Mario Borghezio von der Polizei in Gewahrsam genommen und befristet des Kantons Graubünden verwiesen, nachdem er versucht hatte, das Bilderberg-Tagungshotel Suvretta House in St. Moritz zu betreten. Der Vorfall führte zu diplomatischen Verwicklungen zwischen Italien und der Schweiz.
Auch das Weltwirtschaftsforum in Davos, die Atlantikbrücke, die Münchner Sicherheitskonferenz und die Treffen der Trilateralen Kommission sind sogenannte „privat“ organisierte Treffen. Rudolf Stumberger (siehe oben) wundert sich über diese Auffassung von „privaten Treffen“, bei denen praktisch kein Blatt Papier mehr zwischen die Welt der Wirtschaft und diejenige der Politik passe. Er ordnet die praktizierte Geheimhaltung anders ein:

„Tendenzen der Re-Feudalisierung. Das heißt, dass neben den offiziellen, demokratischen Strukturen die inoffiziellen Strukturen zunehmend wieder an Gewicht gewinnen. Und diese Eliten, diese selbst ernannten Eliten, die oben sitzen, die schotten sich zunehmend ab.“

Eckart von Klaeden (siehe oben):

„Auf der Konferenz können Sie ungehindert und offen über aktuelle Probleme der Weltpolitik und -wirtschaft diskutieren. Daher ist die Tagung auch vertraulich und findet unter Ausschluss der Öffentlichkeit statt. Dies ist die Vereinbarung unter allen Teilnehmern …“

### Kritik

#### Verschwörungstheorien
Die strenge Geheimhaltung der Gesprächsthemen der Konferenzen lieferte häufig Stoff für Verschwörungstheorien.
Des Griffin behauptet in seinem Buch Die Herrscher – Luzifers fünfte Kolonne (englischer Originaltitel: The Fourth Reich of the Rich – übersetzt: „Das Vierte Reich der Reichen“), die Bilderberger strebten eine „Weltdiktatur“ im Sinne einer Neuen Weltordnung an und würden ihre diesbezüglichen Pläne „erbarmungslos weiterentwickeln“.
Der deutsche Autor Andreas von Rétyi spekuliert darüber, ob sie hinter den Morden an Alfred Herrhausen und Olof Palme stecken würden, die sich angeblich gegen sie gestellt hätten. Auch schreibt er den Bilderbergern die Verantwortung für eine ganze Reihe einschneidender Ereignisse der Nachkriegsgeschichte zu, wie etwa:
- Die Ölkrise 1973, mit der angeblich Währung und Wirtschaft der USA gestützt werden sollten. Die künstliche Verknappung des Rohöls soll auf der Konferenz von 1973 in Saltsjöbaden beschlossen worden sein.
- Die deutsche Wiedervereinigung von 1990; angeblich „beschlossene Sache“ nach der Konferenz 1988 in Telfs-Buchen, zu der auch der damalige Kanzler Helmut Kohl eingeladen worden war.
- Den Irakkrieg von 2003, der dadurch ermöglicht worden sei, dass die nach den Terroranschlägen vom 11. September 2001 ursprünglich Osama bin Laden geltende Aggression der westlichen Welt gezielt auf den unbeteiligten irakischen Diktator Saddam Hussein umgelenkt wurde.[29][30]

1991 nahm Bill Clinton, damals noch Gouverneur von Arkansas, an der Konferenz teil und soll dort auf das Projekt des nordamerikanischen Freihandelsabkommens eingeschworen worden sein. Er habe Unterstützung zugesagt.
Die rechtsextreme US-Zeitschrift The Spotlight spekulierte im Mai 1993: „Die Bilderberger sind zu mächtig und zu allgegenwärtig, als dass man öffentlich über sie berichten könnte.“ Die Anti-Defamation League beklagt, dass sich die Kritiker in ihrer Polemik gegen eine angebliche Verschwörung der Familien Rockefeller und Rothschild, die internationalen Banken und eine sich angeblich anbahnende „geheime Weltregierung“ antisemitischer Stereotype bedienen.
Im August 2010 wurden nach einer Meldung von AFP zwei Kommentare von Fidel Castro veröffentlicht, nach denen die Jugend der Welt aufgrund der Verschwörung einer Weltregierung einem atomaren Holocaust geopfert werden solle. Hinter dieser Weltregierung stehe die Bilderberg-Konferenz. Castro beruft sich dabei auf das Buch des russischen Journalisten Daniel Estulin über die „wahre Geschichte der Bilderberger“, das 2007 auf Deutsch im Kopp-Verlag erschienen war.

#### Gesellschaftswissenschaften
Hans Jürgen Krysmanski, Vertreter der Power Structure Research, kritisiert, dass man über die Bilderberger, ähnlich wie über andere Begegnungen von Reichen und Mächtigen, so gut wie nichts wisse, während etwa Hartz-IV-Empfänger einer ständigen Kontrolle der Ämter und einer begleitenden Sozialforschung unterworfen seien. Dabei seien diese es, die wirklich die Macht in den Händen halten:

„Macht hat auch etwas mit dieser Geld-Macht-Dimension zu tun und insofern können Politiker auch gar nicht die Ebene darüber, die Finanzeliten etwa, kontrollieren. Das hat Herr Tietmeyer ja schon 1996 sehr deutlich gesagt, die Politiker machten sich gar keine Vorstellungen davon, wie sehr sie von den Finanzmärkten abhängig sind.“

Der belgische Soziologe Geoffrey Geuens von der Universität Lüttich missbilligt die Geheimhaltung der Bilderberger, schließt sich aber keiner Verschwörungstheorie an. Er benutzt das Beispiel der Bilderberger, um aufzuzeigen, wie Macht funktioniert und welche engen Beziehungen zwischen Politik, Wirtschaft und den Medien bestehen.
Nach dem Hamburger Historiker Bernd Greiner liegt eine funktionale Ausdifferenzierung von Staatlichkeit im Sinne Niklas Luhmanns vor. Diese Zuständigkeiten seien bei weitem nicht so gebündelt zu sehen, wie es in Verschwörungstheorien angenommen wird; vielmehr fehle sowohl in der Wirtschaft als auch in der Politik „dieses eine, steuernde Zentrum“. Das habe sich beispielsweise in der Griechenland-Krise oder bei dem Problem der verminderten Interventionspotenziale gezeigt.
Nach dem Journalisten Marcus Klöckner widerlegen die personale Diskontinuität und die Heterogenität der Teilnehmer sowie die Seltenheit ihrer Treffen die Vorstellung, bei den Bilderbergern handle es sich um eine geheime Weltregierung. Gleichwohl seien die Treffen demokratietheoretisch durchaus nicht so harmlos, wie der Vergleich mit üblichen Hinterzimmergesprächen von Politikern, Journalisten und Wirtschaftsführern annehmen lasse. Durch die geheimen Treffen würden wichtige Teile der politischen Willensbildung aus dem öffentlichen Raum ausgelagert und der demokratischen Kontrolle entzogen. Das enorme soziale Kapital, das bei den Treffen zusammenkomme, ermögliche es, Vorhaben von großer Tragweite durchzusetzen, selbst wenn nicht alle Teilnehmer in den Konsens eingewilligt hätten.

#### Politik
Die Teilnahme des Grünen-Politikers Jürgen Trittin an der Bilderberg-Konferenz im Frühling 2012 in Chantilly, Virginia löste in dessen Partei unterschiedliche Reaktionen aus. Anlässlich der Konferenz in Dresden 2016 riefen AfD, NPD, Pegida, Rote Fahne/Antifaschistische Aktion und andere zur Teilnahme an Protestkundgebungen auf.

### Allgemeine
- Charlie Skelton’s Bilderberg files. In: guardian.co.uk. 29. Mai 2014, abgerufen am 14. Juni 2015.
- Schweigende Massenmedien, Schweigende Sozialwissenschaften. In: bilderberger-konferenzen.de.tl. Abgerufen am 14. Juni 2015 (Teil des Forschungsprojektes „Wem gehört die EU?“ am Institut für Soziologie der Westfälischen Wilhelms-Universität Münster).

### Medien
- Marcus Klöckner: Bilderberg-Konferenz – Verschwiegene Weltmacht. In: fr-online.de, 5. Juni 2008
- Uwe Krüger: Alpha-Journalisten embedded? (PDF; 781 kB) Erschienen in Message 3/2007
- Volker Bräutigam: Kein Wort, kein Bild vom Bilderberg. Erschienen in Ossietzky Ausgabe 12/2010
- Hugo Stamm: Der Mythos von der geheimen Weltregierung. In: Tages-Anzeiger, 24. Mai 2011
- Detlef Grumbach: Re-Feudalisierung und Privatisierung der Macht? – Zur Bilderberg-Konferenz 2010. In: Deutschlandfunk, 2. Juni 2010
- Nicolai Kwasniewski: Verschwörungstheorien: Bilderberg – das Kartell der Macht. In: Spiegel Online, 18. November 2012